# Obniżenie Węgrowskie
Obniżenie Węgrowskie (318.93) – mezoregion fizycznogeograficzny we wschodniej Polsce, stanowiący północno-zachodnią część Niziny Południowopodlaskiej. Region graniczy od zachodu z Wysoczyzną Kałuszyńską, od północy z Równiną Wołomińską, od wschodu z Wysoczyzną Siedlecką a od południa z Wysoczyzną Żelechowską. Na południowym zachodzie region styka się z Równiną Garwolińską a na południowym wschodzie z Równiną Łukowską. Region leży w całości w obrębie woj. mazowieckiego (peryferyjnie na obszarze woj. lubelskiego) i bierze swą nazwę od miasta Węgrów.
Region jest południkowym obniżeniem (powierzchnia ok. 578 km²) wykorzystującym rzeki Liwiec (z dopływem Kostrzyń) i Świder. W regionie osiągającymi wysokości od 150 m n.p.m. przeważają podmokłe łąki i częściowo lasy. Obniżenie Węgrowskie jest regionem rolniczym.
Głównym ośrodkiem miejskim regionu jest Węgrów, ponadto miejscowości to Liw i Kotuń.
Obniżenie Węgrowskie rozpościera się na terenie gmin: Korytnica, Liw, Wierzbno, Grębków, Mokobody, Kałuszyn, Kotuń, Mrozy, Skórzec, Wodynie, Domanice, Łuków, Latowicz i Borowie.